# Chaerephon plicatus
Chaerephon plicatus es una especie de murciélago de la familia Molossidae.

## Distribución geográfica
Se encuentra en China, Vietnam Laos, Camboya India Sri Lanka Malasia y Filipinas.